# Konopáč

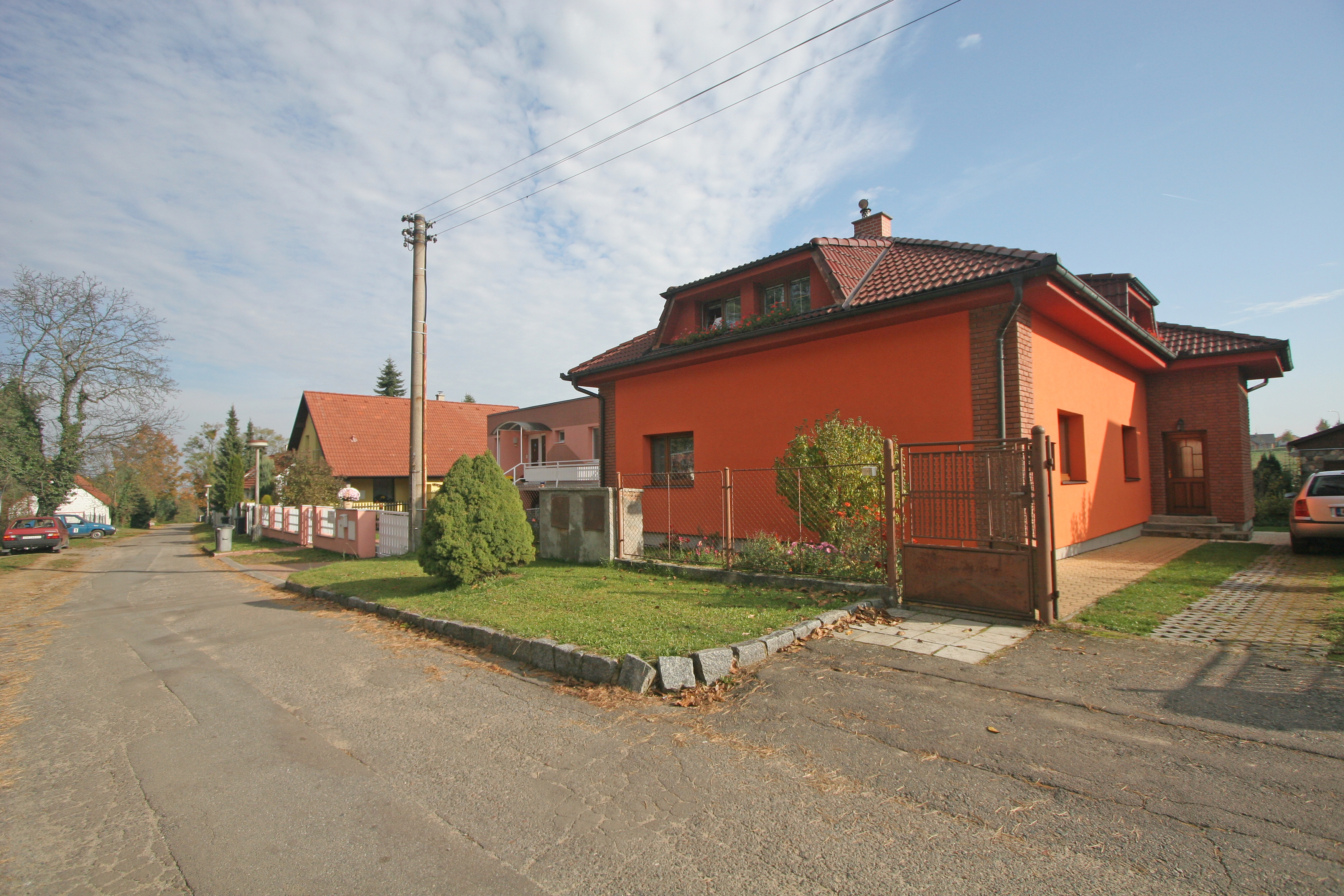
Ortsansicht

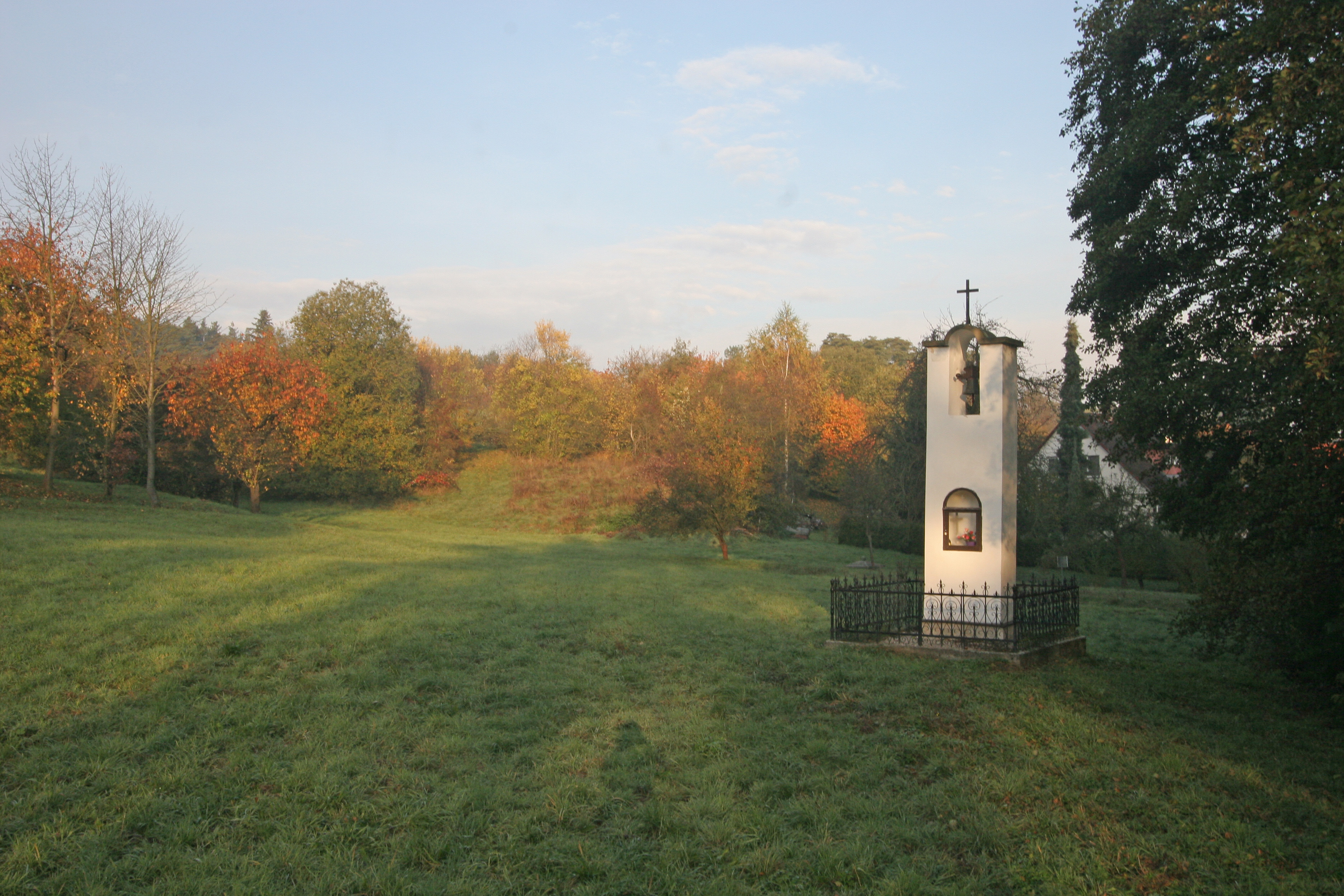
Glockenturm

Konopáč (deutsch Konopatsch) ist ein Ortsteil der Stadt Heřmanův Městec in Tschechien. Er liegt zwei Kilometer südwestlich des Stadtzentrums von Heřmanův Městec und gehört zum Okres Chrudim.

## Geographie
Konopáč befindet sich in den nördlichen Ausläufern des Eisengebirges (Železné hory) im Tal des Baches Konopka bzw. Zlatý potok (Goldbach), der hier eine Kaskade von Teichen (Martin, Herout, Hrouska, Rohlík und Konopáč) speist. Östlich verläuft die Bahnstrecke Přelouč–Prachovice. Im Osten erhebt sich die Skalka.
Nachbarorte sind Horní Raškovice und Dolní Raškovice im Norden, Průhon und Heřmanův Městec im Nordosten, Na Průhoně und Radlín im Südosten, Kostelec u Heřmanova Městce im Süden, Na Obíckách und Vyžice im Südwesten, Vlastějov und Načešice im Westen sowie Stojice im Nordwesten.

## Geschichte
Bis ins 19. Jahrhunderts war das Goldbachtal unbesiedelt. Die Josephinische Landesaufnahme zeigt, dass an der Stelle des heutigen Ortes der Fahrweg von Vyžice nach Heřmanův Městec das Tal durchquerte und bachaufwärts sechs kleinere Teiche lagen; der unterste Teich der Kaskade war der Konopatsch. An der Skalka befand sich ein Steinbruch mit einem einzelstehenden Haus. Später entstand an dem Fahrweg das einzelne Häuschen Konopáč.
1832 kaufte der Heřmanmiestetzer Kaufmann und Gemeinderat Antonín Vambera das Feldstück mit dem Haus vom Bauern Josef Klaus. Vambera ließ das Haus abbrechen und an seiner Stelle eine Ziegelei anlegen. Kurz danach gründete er in dem Tal eine kleine Siedlung und ließ an einer angeblich heilkräftigen Quelle ein Badehaus errichten. Von dem 1835 eröffneten und nach Vamberas Frau benannten Elisenbad (Eliščiny lázně) wurde der Name Elisenthal (Eliščino Ůdolí) auf die neue Siedlung übertragen. Elisenthal bestand 1835 aus dem Badehaus, einer Ziegelhütte sowie einigen Wohngebäuden und Steinbrüchen. Das Elisenthal wurde an den Wochenenden zu einem Ausflugsziel der Bewohner von Heřmanmiestetz. Im Streit um eine ihm verweigerte Schankgenehmigung im Elisenbad legte Vambera 1836 sein Amt als Gemeinderat nieder. Bis zur Mitte des 19. Jahrhunderts gehörte Elisenthal zu den Besitzungen der Stadt Heřmanmiestetz. Da das Elisenbad ohne die Schankerlaubnis dem Besitzer Vambera nicht den erhofften Gewinn brachte und der Absatz seiner Ziegelei auch nicht seinen Vorstellungen entsprach, ließ er den Betrieb einstellen. Zusammen mit seinem Schwager František Rudolf Patočka und dem Ingenieur Antonín Hauslohner gründete er 1848 unter dem Namen „A. Vambera a Comp.“ eine Gesellschaft zur Streichholzfabrikation.
Nach der Aufhebung der Patrimonialherrschaften bildete Konopáč ab 1849 einen Ortsteil der Stadt Heřmanův Městec im Gerichtsbezirk Chrudim. Ab 1868 gehörte die Siedlung zum politischen Bezirk Chrudim. Die Streichholzproduktion in Konopáč wurde 1868 eingestellt. Die Gebäude wurden danach als Gasthaus und Wirtschaftsgebäude genutzt. 1869 lebten 36 Personen in Konopáč. Die oberhalb des Teiches Konopáč angelegte städtische Ziegelei stellte 1887 den Betrieb ein. Seit dem Ende des 19. Jahrhunderts wurde Konopáč nicht mehr als Ortsteil von Heřmanův Městec geführt. Zu dieser Zeit entstanden in Konopáč weitere Häuser. An den Höhen beiderseits von Konopáč  wurden Steinbrüche und Sandgruben betrieben. Im Jahre 1890 lebten in Konopáč 193 Personen, 1900 waren es 210.
1904 ließ der Schwimmverein Heřmanův Městec den Teich Konopáč entschlammen und zu einem Schwimmbad herrichten, das später um Umkleidekabinen, einen Sprungturm und Sozialgebäude erweitert wurde. 1930 war die Einwohnerzahl von Konopáč auf 134 gesunken. Im Jahre 1932 begann der Ausbau des Schwimmbades zu einem modernen Naturbad mit Gaststättenbetrieb, das 1939 eröffnet wurde. Finanziert wurde der Bau durch die Stadtsparkasse Heřmanův Městec. Durch den Staatsbetrieb Restaurace Pardubice, der 1964 die Badegaststätte übernahm, wurde auf dem Gelände des Naturbades eine Ferienhüttensiedlung und ein Ferienlager errichtet. Das Bad verwahrloste in dieser Zeit zunehmend. 1968 übernahm der Motorsportklub des Svazarm das Naturbad Konopáč und kaufte die den Restaurace Pardubice gehörigen Gebäude auf. An der Stelle des früheren Elisenbades ließ er einen Autocampingplatz anlegen. Seit 1974 ist Konopáč wieder als Ortsteil von Heřmanův Městec ausgewiesen. Am 1. Januar 2015 lebten in den 36 Wohnhäusern des Ortes 128 Personen, die meisten der 162 Häuser werden nicht ständig bewohnt. Konopáč ist heute ein Erholungsort.

## Ortsgliederung
Zu Konopáč gehört die Siedlung Vlastějov. Der Ortsteil ist Teil des Katastralbezirkes Heřmanův Městec.

## Sehenswürdigkeiten
- Glockenturm
- Naturbad Konopáč